# Глафировская коса
Глафировская коса — песчаная коса расположенная на восточном побережье Таганрогского залива, отделяя от него северную часть Ейского лимана. Территориально относится к Глафировскому сельскому поселению Щербиновского района Краснодарского края.

## Описание
Длина Глафировской косы составляет 6600 м, наибольшая ширина — примерно 1 км, у основания соединяется с обрывистым берегом (высотой 10-15 м), вблизи которого расположено село Глафировка. Косу завершает небольшой архипелаг из мелких наносных песчаных островков — так называемые Птичьи острова, на которых гнездятся местные водоплавающие птицы. Попасть на острова можно на катере. Плавание в проливах не рекомендуется из-за быстрых течений.